# Cerfontaine (Frankrijk)
Cerfontaine is een gemeente in het Franse Noorderdepartement (regio Hauts-de-France). Het dorpje telt ruim 500 inwoners. De plaats maakt deel uit van het arrondissement Avesnes-sur-Helpe.

## Demografie
Onderstaande figuur toont het verloop van het inwonertal (bron: INSEE-tellingen).